# Microplexia fenestrata
Microplexia fenestrata är en fjärilsart som beskrevs av Emilio Berio 1963. Microplexia fenestrata ingår i släktet Microplexia och familjen nattflyn. Inga underarter finns listade i Catalogue of Life.